# いと尊きわがイエスは見失われぬ
『いと尊きわがイエスは見失われぬ』（いととうときわがイエスはみうしなわれぬ、Mein liebster Jesus ist verloren）BWV154は、ヨハン・ゼバスティアン・バッハが1724年1月9日の顕現祭後第1日曜日のために作曲した教会カンタータ。全8曲からなる。

## 概要
当日の礼拝では、ルカ福音書第2章41-52節を主題とした説教が展開される。12歳のイエスがエルサレムに詣でた際に、両親とはぐれる。両親は八方手を尽くしてイエスを捜し、神殿で学者と問答しているイエスを発見する。叱責する両親に「父の傍らに子がいることがなぜ分からないのですか」とイエスは反論する。父である神のもとへ身を寄せたイエスに、肉体の両親は当惑した。この曲はこの故事を踏まえ、キリスト者の不安を両親の不安と重ね合わせ、イエスの姿を追い求めるキリスト者の内面を描写している。
オリジナルのパート譜と記録者不明の不完全な総譜の写しで伝承されている。第4曲のチェンバロ用パート譜は、ヴァイマル時代に使用した用紙であることが判明している。つまり初演に備えて全曲を完成させたのではなく、ヴァイマル時代に作曲したものを改編したのではないかといわれる。台本作者は不明。3週間後に初演した81番と同様に、中間でイエスの福音を引用すると事態が一気に解決へと向かう展開になっている。3曲目にコラールを据えている点は、1723年秋以後のカンタータにもよく見られるが、そのシリーズの冒頭は聖句が置かれ、その内容を汲み取ったコラールが置かれるものなので、154番のコラールの配置とは関連が薄い。
顕現祭の65番を最後に、七旬節の144番までの期間は冒頭合唱を置かず、ソリストたちによって音楽が展開される。当然ながら154番も同様である。しかも伴奏もオーボエ・ダモーレ2本と弦楽器・通奏低音およびチェンバロからなるシンプルな編成で、正月休暇明けの団員不足を考慮していたと思われる。

## 楽曲構成
第1曲 アリア『いと尊きわがイエスは見失われぬ』(Mein liebster Jesus ist verloren)
テノール・弦楽器・通奏低音、ロ短調、3/4拍子
弦楽器の前奏は厳しい付点リズムと不安定な半音階進行で構成され、通奏低音は休符つきの半音下降を続ける。それを模倣するテノールも、付点リズムと半音階で、イエスを見失った不安感を露わにする。迷走する音階はそのまま、イエスを捜し求めてさまよう様子を暗示する。イエスを失って絶望する歌詞には、弦楽器の震える波動が寄り添っている。不安から絶望へと恐れが強まり、雷に震える中間部に入る。伴奏は同音連打の「戦慄のモティーフ」に変わり、テノールも恐れのメリスマに変化する。中間部を抜けると冒頭を再現して締めくくる。
第2曲 レチタティーヴォ『われ何処にてイエスにまみえん』(Wo treff ich meinen Jesum an)
テノール・通奏低音
絶望を吐露した簡潔な朗誦。厳しい和声が当てられているが、リズムの揺さぶりはなく、このうえない悲嘆を率直に語っている。しかし最後の和音は、イエスを慕う心情を歌う次のコラールにつなげるために、明るい長調に転じている。
第3曲 コラール『イエス、わが避け所なる救い主』(Jesu, mein Hort und Erretter)
合唱・オーボエ・ダモーレ2・弦楽器・通奏低音、イ長調、4/4拍子
「主よ、人の望みの喜びよ」こと147番でなじみ深いマルティン・ヤーンの「イエスよ、わが魂の喜び」第2節。内声部のメロディが八分音符で揺れる程度のシンプルな和声で歌われる。前半ではイエスの価値を列記し、後段ではイエスの到来をこいねがう。器楽は合唱4声に重なって補強役に回る。
第4曲 アリア『イエスよ、汝を見出させ給え』(Jesu, lass dich finden)
アルト・オーボエ・ダモーレ2・チェンバロ・弦楽器、イ長調、12/8拍子
基礎工と柱の役割を持つ通奏低音を欠く珍しい編成のアリア。弦楽器が梁の役割をしてオーボエ・ダ・モーレを支える。この編成は歌詞にある「罪の暗雲を払い去り給え」を具現化したものとされ、さらにチェンバロのメリスマをちりばめている。このためオルガンによるリアライゼーションは付加されない。イエスの存在を太陽に喩え、早急な降臨を願う。オーボエ・ダ・モーレは寄り添ってパストラーレのアリアを飾る。
第5曲 アリオーソ『汝ら知らざるか』(Wisset ihr nicht)
バス・通奏低音、嬰ヘ短調、4/4拍子
捜し求めていたキリスト者の前に、遂にイエスが現れる。宮殿で血肉の両親に語った「ルカ福音書」第2章49節の福音を、バスが代読する。
力強い通奏低音の前奏を模倣し、バスが福音を反復するが、伴奏と福音は連動し、模倣と反復を繰り返して厳粛に「イエスは父の家に常に居る」ことを表明する。
第6曲 レチタティーヴォ『そはわが喜ばしき声なり』(Dies ist die Stimme meines Freundes)
テノール・通奏低音
福音を聞き届け、感謝する前段は明朗な和音と長調の旋律で喜び、感謝する。過去の苦しみを回想するくだりでは短調の翳りが見えるが、救い主の登場を知って払拭すると再び明るい曲調に戻る。後段はイエスが待ち望む「父の家」へと向かう。福音にこめられた励ましを知り、イエスの贖罪と信仰に対し、平穏な旋律と厳粛なリズムで応えるために短調へ転じる。
第7曲 二重唱『喜ばしきかな、イエス見出されぬ』(Wohl mir, Jesus ist gefunden)
アルト・テノール・オーボエ・ダモーレ2・弦楽器・通奏低音、ニ長調、4/4→3/8→4/4拍子
オーボエ・ダ・モーレと弦楽器が重複しながら活発な前奏を構成する。アルトとテノールは前奏の旋律を模倣し、ほぼ平行に進行している。これはイエスと魂が寄り添うさまを象徴するとされる。序盤から中盤にかけて喜びの曲が続くが、信仰告白を通じてイエスを離さぬ決意を表明した終盤では曲調が変わる。3拍子に変化し、アルトとテノールが同調をやめて掛け合いを始める。歌が終わると、短く4拍子の後奏で締めくくる。
第8曲 コラール『わがイエスをわれ離さじ』(Meinen Jesum lass ich nicht)
合唱・オーボエ・ダモーレ2・弦楽器・通奏低音、ニ長調、4/4拍子
コラール・カンタータ124番の骨子となったクリスティアン・カイマンのコラール「わがイエスをわれ離さじ」最終6節。バスが八分音符の歩行モティーフで進んでいるのが特徴で、イエスとともに魂が歩むことを象徴している。カンタータ前半の緊迫した曲調とは打って変わり、安心感に満ちた和声で構成され、さらに強い信仰心を決意して締めくくる。